# 10. Panzer-Division
10. Panzer-Division var en pansardivision i den tyska armén under andra världskriget. Divisionen sattes upp i Prag under april 1939. Den hölls först i reserv under invasionen av Polen men tillfördes XIX. Armeekorps som förstärkning 8 september 1939. Under invasionen av västeruropa tillhörde divisionen återigen XIX. Armeekorps, som var en av spjutspetsarna i anfallet genom Ardennerna. Divisionen var en av de tyska divisioner som kapitulerade i Nordafrika.

## Befälhavare
Divisionens befälhavare:
- Generalmajor Georg Gawantka (1 maj 1939 - 14 juli 1939)
- Generalleutnant Ferdinand Schaal (16 juli  1939 - 4 september 1939)
- Generalmajor Horst Stumpff (5 september 1939 - 26 september 1939)
- Generalleutnant Ferdinand Schaal (27 september 1939 - 2 augusti 1941)
- Generalleutnant Wolfgang Fischer (2 augusti 1941 - 1 februari 1943) (KIA)
- Generalleutnant Friedrich von Broich (1 februari 1943 - 12 maj 1943)